# Isidor Dannström

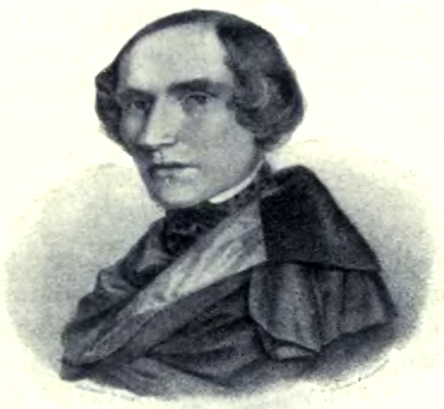
Johan Isidor Dannström

Johan Isidor Dannström (* 14. Dezember 1812 in Stockholm; † 17. Oktober 1897 ebenda) war ein schwedischer Opernsänger (Bariton), Gesangspädagoge und Komponist.

## Leben
Dannström studierte in Berlin bei Siegfried Dehn und in Paris bei Manuel del Pópulo Vicente García. Von 1842 bis 1844 wirkte er als Sänger an der Oper in Stockholm, danach als Gesangslehrer. Neben einer Gesangsschule (Sångmetod, 1849) schrieb er zahlreiche populäre Lieder und vier Operetten.

## Werke
- Skomakaren och hans fru (Der Schuhmacher und seine Frau), 1847
- Herr och fru Tapperman (Herr und Frau Tappermann), 1848
- Doktor Tartaglia, 1851
- Lordens rock, 1861